# 台湾肉豆蔻
蘭嶼肉荳蔻（学名：Myristica ceylanica var. cagayanensis），又稱台湾肉豆蔻、大實肉豆蔻、卵果肉豆蔻，为肉荳蔻科肉荳蔻属下轄變種，原產於蘭嶼、綠島以及菲律賓群島等地區。

## 特徵
蘭嶼肉荳蔻為常綠性喬木，樹幹直立生長，樹枝緊密生長，整體呈圓錐至圓柱形。成熟植株約略10至15公尺高。樹皮呈黃褐色，嫩枝具銹色茸毛。樹葉外形色橢圓形，葉形全緣，長15至25公分，寬5至8公分，具13至18對側脈，側脈處表面凹下、背面隆起，表面及背面分別呈深綠色及粉綠。樹葉整體呈單葉互生，呈革質，嫩葉具絨毛，老葉則光滑無毛，且雌株樹葉大小較雄株大。
蘭嶼肉荳蔻為腋生單性花，雌雄異株，花被呈鐘形，為黃色且具3裂，整體於秋季8至9月開花。雄花腋生，呈聚繖花序，雄蕊8根與花絲連合成圓柱形。雌花腋出，呈2至3朵簇生，子房上位，花柱數1。果實為核果，外觀長5.0至5.5分，直徑約3公分，呈卵狀橢圓形，具銹色茸毛，成熟成橘色，並開裂成2瓣。種子具紅色假種皮，富含胚乳，於冬季12月至隔年夏季7月結果。

## 分佈
蘭嶼肉荳蔻喜好高日照，並具有抗病蟲害、抗污染、耐陰、耐旱等耐受能力，喜好生長於50至300公尺低海拔山區之熱帶海岸林、開闊山地等，並分佈於蘭嶼、綠島內陸，以及菲律賓群島北部地區。

## 運用
蘭嶼肉荳蔻全株可作為觀賞植物，並運於庭園景觀、公園植栽、海岸防風、道路綠化等目的。木材則作為建築用材及製作杵臼、拼板舟用。果實辛辣、性溫，具芳香，有健胃之藥用，並含有脂肪，可作為染料，而假種皮與種仁則可製作為香料。同時，蘭嶼肉荳蔻之樹葉及果實亦提供野生動物食用。

## 文化
蘭嶼肉荳蔻為蘭嶼達悟族傳統植物，蘭嶼肉荳蔻之果實為達悟族平時進行染布之染料，使用時將果實咬碎並噴於經煤煙燻黑之麻繩上，並藉手揉來使布料均勻上色及定色；而於飛魚祭時，達悟族認為族人若觸犯禁忌會使海上風浪加大，因此會要求犯忌者朝海吐由蘭嶼肉荳蔻種子萃取之油脂，來祈求神靈將海上風浪歸於平穩。而蘭嶼肉荳蔻之木材，則為達悟族製作拼板舟第三層板和上層中間板所需木材之一。

## 外部鏈結
- . 中国植物物种. 昆明: 中科院昆明植物研究所.   [2013-01-18]. （原始内容存档于2016-03-05）.（简体中文）
- 蘭嶼肉豆蔻 Myristica ceylanica var. cagayanensis (Merr.) J.Sinclair （页面存档备份，存于）—台灣生物多樣性網絡